# Nicole Maes
Nicole Maes is een Belgisch voormalig bowler.

## Levensloop
Maes behoorde tot het 'team of six' (voorts samengesteld uit Jacqueline Coudère, Nora Haveneers, May Lenaerts, Carine Adriaenssen en Pats Pauwels) dat zilver won op de Europese kampioenschappen van 1977 te Helsinki.
Ook was ze reservespeelster van het 'team of five' (voorts samengesteld uit Jacqueline Coudère, Nora Haveneers, Tina Drees, Maria Jansen en Solange Devillers) dat zilver won op het EK van 1981 te Frankfurt am Main.